# Kobylnice (ort i Tjeckien, Södra Mähren)
Kobylnice är en ort i Tjeckien.   Den ligger i regionen Södra Mähren, i den sydöstra delen av landet, 200 km sydost om huvudstaden Prag. Kobylnice ligger 210 meter över havet och antalet invånare är 829.
Terrängen runt Kobylnice är platt.Runt Kobylnice är det ganska tätbefolkat, med 100 invånare per kvadratkilometer. Närmaste större samhälle är Brno, 11,0 km nordväst om Kobylnice. Trakten runt Kobylnice består till största delen av jordbruksmark.